# Cantón de Vergt
El cantón de Vergt era una división administrativa francesa, que estaba situada en el departamento de Dordoña y la región de Aquitania.

## Composición
El cantón estaba formado por dieciséis comunas:
- Bourrou
- Breuilh
- Cendrieux
- Chalagnac
- Creyssensac-et-Pissot
- Église-Neuve-de-Vergt
- Fouleix
- Grun-Bordas
- Lacropte
- Saint-Amand-de-Vergt
- Saint-Maime-de-Péreyrol
- Saint-Michel-de-Villadeix
- Saint-Paul-de-Serre
- Salon
- Vergt
- Veyrines de Vergt

## Supresión del cantón de Vergt
En aplicación del Decreto nº 2014-218 de 21 de febrero de 2014, el cantón de Vergt fue suprimido el 22 de marzo de 2015 y sus 16 comunas pasaron a formar parte del nuevo cantón de Centro de Périgord.